# روبرت إل. فوروارد
روبرت إل. فوروارد (بالإنجليزية: Robert L. Forward)‏ (15 أغسطس 1932، جنيف في الولايات المتحدة - 21 سبتمبر 2002، سياتل في الولايات المتحدة)؛ كاتب، فيزيائي وروائي أمريكي. درس في جامعة ميريلاند.